# Interpolação quadrática inversa
A interpolação quadrática inversa é um método para aproximar raízes de equações algébricas não lineares.

## Método
O algoritmo inverso de Interpolação Quadrática é definido pela relação de recorrência:
{\displaystyle x_{n+1}={\frac {f_{n-1}f_{n}}{(f_{n-2}-f_{n-1})(f_{n-2}-f_{n})}}x_{n-2}+{\frac {f_{n-2}f_{n}}{(f_{n-1}-f_{n-2})(f_{n-1}-f_{n})}}x_{n-1}}
{\displaystyle {}+{\frac {f_{n-2}f_{n-1}}{(f_{n}-f_{n-2})(f_{n}-f_{n-1})}}x_{n},}
onde  fk = f(xk). 
Como pode ser visto a partir da relação de recorrência, este método requer três valores iniciais: x0, x1 and x2.

## Explicação do Método
Nós usamos três iterações anteriores,  xn−2, xn−1 and xn, com os valores de suas funções, fn−2, fn−1 and fn. Aplicando a fórmula de interpolação de Lagrange para fazer interpolação quadrática no inverso de f(x). 
{\displaystyle f^{-1}(y)={\frac {(y-f_{n-1})(y-f_{n})}{(f_{n-2}-f_{n-1})(f_{n-2}-f_{n})}}x_{n-2}+{\frac {(y-f_{n-2})(y-f_{n})}{(f_{n-1}-f_{n-2})(f_{n-1}-f_{n})}}x_{n-1}}
{\displaystyle {}+{\frac {(y-f_{n-2})(y-f_{n-1})}{(f_{n}-f_{n-2})(f_{n}-f_{n-1})}}x_{n}.}
Estamos procurando por uma raiz de f(x) que possamos substituir y = f(x) = 0 na equação acima, o que resulta na fórmula de recorrência acima.

## Comportamento
O comportamento assintótico é muito bom: em geral “x” ”n” converge rapidamente para a raiz, uma vez que está próxima. No entanto, o desempenho frequentemente é muito pobre se você não iniciar muito perto da raiz real. Por exemplo, se por acaso dois valores da função fn−2, fn−1 e fn coincidem, o algoritmo falha completamente. Deste modo, a interpolação quadrática inversa é raramente utilizada como um algoritmo independente.
A ordem dessa convergência é de aproximadamente 1.8, que pode ser provado pelo Método Secante de análise.

## Comparação com outros métodos de encontrar raízes
Como foi observado na introdução, interpolação quadrática é usada em método de Brent. Também está intimamente relacionada com alguns outros métodos para encontrar raízes.
Usando Interpolação linear ao invés de Interpolação Quadrática chegamos ao Método das secantes. Interpolando “f” em vez do inverso de “f” chegamos ao Método de Muller.